# Antes llega la muerte
Antes llega la muerte es una película hispano-italiana del año 1964, dirigida por el cineasta español Joaquín Luis Romero Marchent, estando enmarcada dentro del subgénero del spaghetti western. La música corre a cargo del famoso compositor italiano Riz Ortolani, autor de las bandas sonoras de numerosos westerns.

## Argumento
Cuando Bob Carey (Paul Piaget) sale de la cárcel, después de una larga condena por asesinato, inicia la búsqueda de su antigua novia, María (Gloria Milland). Pero pronto averigua que, durante su ausencia, ésta se ha casado con Clifford (Jesús Puente), un rico hacendado.
La felicidad de dicho matrimonio es solo aparente. María, en realidad, está gravemente enferma. Padece un tumor cerebral cuyas molestias ella atribuye a un imaginario embarazo. Para operar a María, es necesario llevarla hasta la ciudad de Laredo, así que Clifford vende todas sus posesiones y emprende el largo viaje hacia la esperanza. Pronto se unirán a la expedición un antiguo explorador del ejército llamado Rogers, un simpático cocinero chino, Lin Chu (Gregorio Wu), y un mestizo que responde al apelativo de "Apuestas".

## Reparto
- Paul Piaget: Bob Carey
- Gloria Milland: María
- Jesús Puente: Clifford
- Fernando Sancho: Scometti
- Claudio Undari: Ringo
- Francisco Sanz: Dr. Farrell
- Gregorio Wu: Lin Chu
- Raf Baldasarre: Jess
- Emilio Rodríguez: Capitán
- Román Ariznavarreta: Teniente
- Beni Deus: Dan
- Pedro Fenollar: Doctor

## Presupuesto
El presupuesto de esta película ascendió a 15.000.000 de pesetas, unos 90.000 € actuales, lo que supuso un desembolso enorme para la época.

## Estreno
Fue presentada en el Festival Internacional de Cine de Venecia bajo el título de "I sette del Texas".

## Títulos para el estreno
- "I sette del Texas" ()
- "Oi 7 apo to Texas" / "Ta 7 pistolia tou Texas" ()
- "Hour of Death" / "Seven Guns from Texas" ()
- "Sept du Texas" ()

- Datos: Q3791287